# Lindernia flava
Lindernia flava é uma espécie botânica do gênero Lindernia pertencente à família Linderniaceae.